# Chris O’Malley
Christopher „Chris“ Gerard O’Malley (* 9. Juni 1959 in Dalkey, Dublin) ist ein irischer Politiker der Fine Gael und Mitglied des Europäischen Parlaments.

## Politik
O’Malley wurde im Januar 1986 als Nachrücker für Richie Ryan, der einen Sitz für den Wahlkreis Dublin hielt, im Europäischen Parlament benannt. Bei den Europawahlen 1989 war er nicht mehr erfolgreich. Im Herbst 2003 wurde er in den Dún Laoghaire–Rathdown County Council berufen, aber auch bei den darauffolgenden Kommunalwahlen 2004 gelang es ihm nicht, den Sitz zu verteidigen.

## Privates
O’Malley ist der Enkel des 1927 ermordeten Justiz- und Außenministers Kevin O’Higgins. Seine Schwester Inseult O’Malley ist Richterin am Supreme Court. Sein 2003 verstorbener Cousin Tom O’Higgins war Gesundheitsminister Präsident des Supreme Courts sowie Richter am Europäischen Gerichtshof.
Er selbst ist mit Aideen Hayden, einer früheren Senatorin und Politikerin der Irish Labour Party, seit 1997 verheiratet. Beide haben zwei Kinder.